# Limonium remotispiculum
Limonium remotispiculum är en triftväxtart som först beskrevs av Charles Carmichael Lacaita, och fick sitt nu gällande namn av Sandro Alessandro Pignatti. Limonium remotispiculum ingår i släktet rispar, och familjen triftväxter. Inga underarter finns listade i Catalogue of Life.